# Роско Паунд
Паунд (Pound) Роско (27 жовтня 1870, м. Лінкольн, шт. Небраска – 1 липня 1964, м. Кембридж, шт. Массачусетс) — американський соціолог права. Навчався в Університеті шт. Небраска (1888—1889), Гарвардській школі права (1889—1890). Займався юридичною практикою у шт. Небраска (1890—1907). Викладав право в Університеті шт. Небраска, Північно – західному університеті, Університеті м. Чикаго (1899 – 1910), Гарвардській школі права (1916—1947), де був деканом юридичного факультету (1916 – 1936).
Основне положення наукової спадщини Паунда викладені в капітальному творі «Юриспруденція» (т. 1 – 5, 1959). У ньому вчений розглянув усі найважливіші теоретичні проблеми права: його походження,сутність (« природу»), цілі, джерела та форми розвитку права, застосування й використання його системи. Паунду належать також майже 250 наукових праць, серед яких виділяються «Дух загального права» (1921), «Кримінальна юстиція в Америці» (1930), «Організація судів» (1940), «Завдання права» (1944), «Нові шляхи права» (1950), «Правники від античності до сучасності» (1951).

### Науковий внесок. «Прагматизм»
Роско Паунд зробив значний вплив на розвиток соціологічної юриспруденції. Світоглядною основою вчення Паунда послужили ідеї прагматизму — провідного напряму в філософії США початку XX ст. В основі прагматизму лежить судження про те, що будь-які теоретичні побудови треба оцінювати з точки зору їх практичного значення чи користі. Дотримуючись цього принципу, Паунд закликав юристів не обмежуватися вивченням «права в книгах» і звернутися до аналізу «права в дії». Юридична наука, вважав він, покликана показати, як право реально функціонує і впливає на поведінку людей. Протистояння «права в книгах» і «права в дії» з часом стало гаслом усієї прагматистської юриспруденції в США. Соціологічна спрямованість концепції Паунда найбільш яскраво проявилася в трактуванні права як форми соціального контролю. Відповідно до поглядів вченого право є одним із способів контролю за поведінкою людей поряд із релігією, мораллю, звичаями, домашнім вихованням та ін. Такий підхід орієнтував юридичну науку на вивчення права в контексті соціальних відносин, вимагав враховувати взаємодію правових норм з іншими регуляторами суспільного життя. Паунд підкреслював, що юристу необхідно знати суміжні наукові дисципліни й уміти застосовувати їх методи при дослідженні права..
Причину виникнення та існування права Паунд вбачав у багатоманітності людських інтересів, серед яких є спільні для всіх (він називав їх загальнолюдськими цінностями) й різні індивідуальні та групові інтереси, що суперечать одні одним й інтересам загальним (у тому числі прагненню до державної організації, особистих матеріальних благ тощо). Право, а також правотворчість має, за Паундом, метою забезпечити юридичний захист, компроміс і гармонію людських інтересів. Діяльність такого роду вчений називав «соціальною імперією», а саме право – «знаряддям соціального контролю». Людські інтереси він визначив як надкласові, що зумовило і його тлумачення права як надкласового явища.

### Триланкове розуміння права
Паунд виступав проти «аналітичної» ( нормативістської ) школи права й запропонував замість розгляду права як системи норм його «триланкове» тлумачення : 
1) право є режимом упорядкованих людьми відносин шляхом застосування сили політично організованого суспільства; 
2) право – це вся сукупність правових приписів і нормативних матеріалів, які Паунд розмежовує та класифікує за ступенем їх абстрактності; 
3) право є процесом здійснення правосуддя, включаючи діяльність суду й адміністративних органів.
Посилаючись на думки відомих юристів того часу — англійця сера Фредеріка Поллока й австралійського судді Джеймса Річмонда, Паунд погоджується з ними в тому, що сучасні суспільства зацікавлені у встановленні та підтримці найбільш високого наукового стандарту у відправленні правосуддя. Паунд вказує на троїстість цієї наукової ролі:
- вимога повного правосуддя, яка необхідна для вирішення питань, що ведуть до джерела суперечок;
- вимога рівного правосуддя, яка є схожим урегулюванням схожих відносин при схожих умовах;
- вимога точного правосуддя, дії якого можуть бути в розумних межах передбачені ще до початку судового процесу.

Іншими словами, цілями наукового права є його раціональність, однаковість застосування й точність.
Виходячи з «триланкового» (не у всьому чіткого) розуміння права, Паунд підійшов до протиставлення права, вираженого в законі, яке він називає «книжним правом», більш реальному та значимому, на його думку, «праву в дії», що створило в доктрині Паунда виправдання можливостей відхилення від закону, тобто порушення законності.

### “Механічна юриспруденція”
Для розвитку юридичної логіки в США початку XX ст. принципово важливу роль відіграла стаття Роско Паунд “Механічна юриспруденція”, яку включають до всіх американських антологій. Незважаючи на її загальний критичний пафос, з неї почався новий етап наполегливих спроб з’ясування ролі логіки в методології юриспруденції. Якщо до того теоретики права орієнтувалися головним чином на внутрішні ресурси правової думки й принаймні обходилися без посилань на філософські джерела, причому навіть на ті, що були такими ідейно близькими, як вчення основоположника прагматизму Чарлза С. Пірса, то, починаючи з Паунда, посилання на послідовників Пірса - Вільяма Джеймса й потім Джона Дьюї — стали звичайними, а в міру перетворення прагматизму в домінуючий напрям американської філософської думки — навіть майже обов’язковими в юридичних публікаціях подібного роду. Сам же Паунд не дуже довіряв логічним дедукція і заснованій на них суто раціональній юриспруденції.
Хоч і є прихильники погляду, що механічна юриспруденція є синонімом наукової юриспруденції, на думку Паунда, це взагалі не наука. У філософії прагматизму, а не в пронизаних панлогізмом філософіях права на зразок гегелівської Паунд бачить заставу продуктивного розвитку права. Дійсно, Гегель та його ортодоксальні або критичні послідовники, включаючи Маркса та всіх марксистів, наполягали на тому, що їх концепції є особливою формою “змістовної” логіки, з якої із “залізною необхідністю” випливають рецепти перетворення світу..
Роско Паунд зазначав, що надмірна науковість права шкодить йому щонайменше в двох відношеннях — у забезпеченні його впливу на суспільство загалом і впливу на самих юристів. Право не повинно ставати надто науковим для того, щоб звичайні громадяни могли оцінити його дію, оскільки воно має практичну функцію регулювання повсякденних відносин пересічних людей відповідно до прийнятих у суспільстві ідей чесної гри.
Прагнення до максимальної досконалості наукової системи нерідко приводить до того, що починає виключатися можливість індивідуальної ініціативи, незалежного розгляду нових проблем і перегляду розв’язань старих проблем. Однією з перешкод прогресу в кожній науці є панування привидів видатних майстрів минулого. Їх вдалі методи забуваються, а їх невдалі висновки сприймаються ледве чи не як святе письмо (gospel). Так відбувається у всіх галузях пізнання, і юридична наука не виняток з цієї тенденції. “Правові системи мають періоди, в яких наука вироджується, в які система понадміру йде у технічний бік справи, в якому наукова юриспруденція стає механічною юриспруденцією”.
Паунд наводить яскравий приклад з історії римського права епохи занепаду Імперії. У “Законі про цитати” Валентиніана була зроблена вибірка з авторів найславетніших юрисконсультів минулого й дозволено цитувати тільки їх. Цим же законом проголошувалася рівність вибраних авторитетів (за винятком Папініана). Це примушувало суддю при розгляді питань до суто механічного обчислення міри авторитету. Так класична юриспруденція принципів перетворилася на юриспруденцію механічно застосовуваних норм.
Одну з причин тяжіння наукового права до механічності Паунд вбачав у “захопленні середньої людини винахідливістю будь-якого сорту, у її любові до технічності, як до вияву розуму, у її відчутті, що право як розвинений інститут просто зобов’язане мати певний баласт таємничої технічності”. Паунд відмічає, що кожному практику доводилося зустрічатися зі справжньою одержимістю неюристів, переконаних у недійсності підпису графітовим олівцем. Кожному викладачеві права доводилося долати помилку студентів, що сповіщення, нехай і обґрунтоване, може ігноруватися, якщо воно не зроблене “офіційно”. “Педантизм непрофесіоналів з приводу норм далеко виходить за межі того, на що здатні юристи”.
На думку Паунда, особливо страждає від механічної юриспруденції процесуальна практика (legal procedure), яка сильно тоді відстала від усього іншого англомовного світу. Концепція випадку, розроблена на основі загального права, часто йде врозріз з наміром законодавця й робить практику навіть важливішою, ніж у загальному праві. Але багато які юристи в своїх дедукціях з цієї теорії втратили саму мету процесу й зробили наукову процедуру самоціллю. Унаслідок цього вони зробили процесуальне ( abjective ) право засобом, що послаблює матеріальне (substantive)..
Разом з тим Паунд не вважає панацеєю і суто судову юриспруденцію — юриспруденцію довільних результатів. Більш продуктивною є стратегія розвитку права через активну діяльність законодавчих комісій, порівняльних правничих бюро в окремих штатах і на федеральному рівні, які близько стоять до практики і чутливо реагують на неї. Не кабінетні концепції, а жива практика повинна повідомляти принципи праву. Тільки тоді вдасться позбутися механічної юриспруденції концепцій, пануючій над судами, та їх недовіри до законодавства.
Для подальшого розвитку власне логіки в її застосуваннях до права це була дуже плідна думка. Принципи перестали розглядатися як щось безумовне і як щось таке, що не підлягає подальшому перегляду внаслідок їх “богоданності” або авторитарної непорушності. Принципів може бути взагалі скільки завгодно, але їх конкретний набір свідомо встановлюється самим суспільством відповідно до його практичних цілей і потреб. Точно так само і логіка, яку використовують юристи, повинна втратити свою прихильність до механічного відтворення колишніх принципів і стати більш гнучкою та динамічною.